# Вигнанець з островів
«Вигнанець з островів» — другий роман Джозефа Конрада. Твір написано 1896 року на основі досвіду Конрада як старшого офіцера на пароплаві «Відар».

## Сюжет і загальна інформація
У романі йдеться про занепад Пітера Віллемса, безчесного, аморального чоловіка, який ховається у непримітному тубільному селі після втечі внаслідок скандалу з Макасару. У цьому селі він через хіть до доньки місцевого вождя знову зраджує тих, хто йому допоміг. У історії з'являється персонаж Том Лінґард, якого також можна зустріти в романах «Олмейрова примха» (1895) і «Визволення» (1920). Тут також з'являються й інші персонажі з інших романів. Багато хто вважає, що цей роман недооцінений як літературний твір. Конрад романтизує джунглі та їхніх жителів подібно до того, як це зроблено в романі «Серце пітьми».

## Екранізація
1951 року за сюжетом роману створено однойменний фільм «Вигнанець з островів», зрежисований Керолом Рідом із Тревором Говардом у ролі Віллемса, Ральфом Річардсоном у ролі Лінґарда, а також Робертом Морлі та Венді Гіллер.

## Цитування
Цей твір цитує Томас Стернз Еліот у вірші «Життя дуже довге» (The Hollow Men).

## Український переклад
- Джозеф Конрад. Олмейрова примха. Вигнанець з островів. Переклад з англ.: Віктор Петровський, Андрій Бондар. — Київ: «Темпора». 2018. 624 стор. ISBN 978-617-569-357-5